# Antocerotàcies
Les antocerotàcies (Anthocerotaceae) són l'única família de l'ordre de les Anthocerotales. Són plantes no vasculars antocerotes. Conté prop de 160 espècies acceptades (5 de les quals són autòctones de la península Ibèrica) i 11 gèneres, tot i que actualment la inclusió de certs gèneres s'ha posat en dubte, com és el cas del gènere Phymatoceros que forma una família independent. El tret més característic de la família és la presència d'un únic cloroplast a les cèl·lules de la superfície del tal·lus del gametòfit. Les Anthocerotaceae són típiques de llocs humits i entollats dels tròpics i de zones temperades.

## Gèneres
- Anthoceros
- Aspiromitus
- Folioceros
- Hattorioceros
- Leiosporoceros
- Mesoceros
- Nothoceros
- Paraphymatoceros
- Phaeoceros
- Phymatoceros
- Sphaerosporoceros